# Боб Саґет
Роберт Лейн Саґет (англ. Robert Lane Saget; нар. 17 травня 1956, Філадельфія — пом. 9 січня 2022, Орандж) — американський стендап-комік, актор і телеведучий. 
Саґет зіграв Денні Таннера в ситкомі «Повний будинок» (1987—1995) і його продовженні «Повніший будинок» (2016—2020). 
Працював ведучим програми «Найсмішніше відео Америки» (1989—1997), а також озвучував Теда Мосбі в ситкомі «Як я зустрів вашу маму» (2005—2014). 
Також відомий своїми стендап-комедіями для дорослих, а його альбом «That's What I'm Talkin' About» 2014 року був номінований на премію «Греммі» — «За найкращий комедійний альбом».

## Біографія
Роберт Лейн Саґет народився 17 травня 1956 року у Філадельфії, штат Пенсильванія в єврейській родині. Син Розалін та Бенджаміна Саґета (мати — адміністратор лікарні, а батько — керівник мережі супермаркетів). На початку його життя сім'я переїхала до Норфолка, штат Вірджинія, де він недовго відвідував Середню школу Лейк Тейлора (англ. Lake Taylor High School). 
Його почуття гумору розвинулося, коли він був бунтівним студентом у консервативній синагозі Храмі Ізраїлю у Норфолку. Через відсутність сім'ї в Норфолку, він повернувся до Філадельфії на свою бар-міцву. Пізніше сім'я переїхала з Норфолка до Енсіно в Лос-Анджелесі, Каліфорнія, де Сагет познайомився з Ларрі Файном, який виступав у складі тріо «The Three Stooges» (Три підгравачі) і слухав його історії. Потім сім'я повернулася до Філадельфії перед старшим класом, і він закінчив Старшу школу Абінгтона (англ. Abington Senior High School). 
Спочатку Саґет мав намір стати лікарем, але його вчителька англійської мови побачила в ньому творчий потенціал і заохотила його до акторської кар'єри.
Саґет відвідував Кіношколу Університету Темпл, де створив чорно-білий фільм «Очима Адама» про хлопчика, який переніс реконструктивну операцію на обличчі; він отримав — нагороду «Студентської кіноакадемії» за заслуги. 
Під час навчання в університеті він їздив потягом до Нью-Йорка і виступав у комедійних клубах, таких як «The Improv» та «Catch a Rising Star»; його виступ включав частину, де він грав пісню Бітлз «While My Guitar Gently Weeps» (Поки моя гітара тихенько плаче), використовуючи пляшку з водою, щоб створити враження, ніби гітара насправді плаче. 
У 1978 році закінчив Темпл і отримав — ступінь бакалавра. Мав намір вступити до аспірантури Університету Південної Каліфорнії, але кинув навчання вже через кілька днів. Пізніше він описував себе в той час як «самовпевненого 22-річного хлопця з надмірною вагою», якому «видалили гангренозний апендикс, він ледь не помер, і покінчив із самовпевненістю та надмірною вагою». 
Боб розповів про свій розрив апендикса в програмі «У будь-який час з Бобом Кушелем», показавши, що це сталося Четвертого липня в медичному центрі, і що хірурги прикладали лід до цієї ділянки протягом семи годин, перш ніж вирізати апендикс і виявити, що він став гангренозним.

### Кар'єра

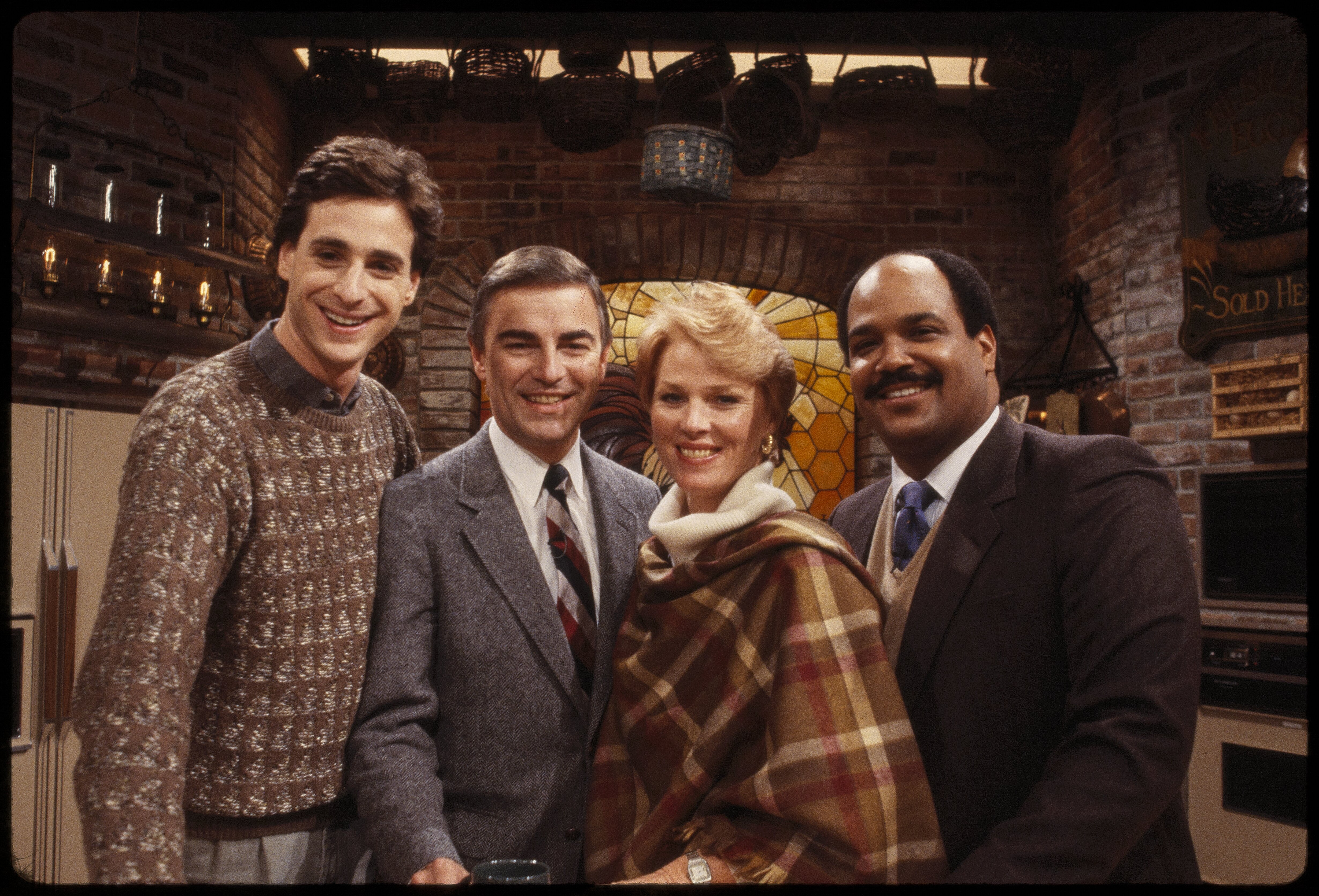
Саґет з Ролландом Смітом, Марієтт Гартлі та Марком Мак'Юеном у 1987 році

Після короткої роботи в «Ранковому Шоу» CBS на поч. 1987 року Саґет отримав — роль Денні Таннера в серіалі «Повний будинок», який мав успіх у сімейних глядачів і потрапив у топ-30 рейтингів NMR («Nielsen ratings»), починаючи з третього сезону. У 1989 році — ведучий програми «Найсмішніше відео Америки», яку він вів до 1997 року. На початку 1990-х років Сагет працював одночасно на «Full House» та «AFV». У 2009 році він повернувся на «AFV» для ювілейного 20-годинного спеціального випуску, який вів разом із Томом Бержероном.

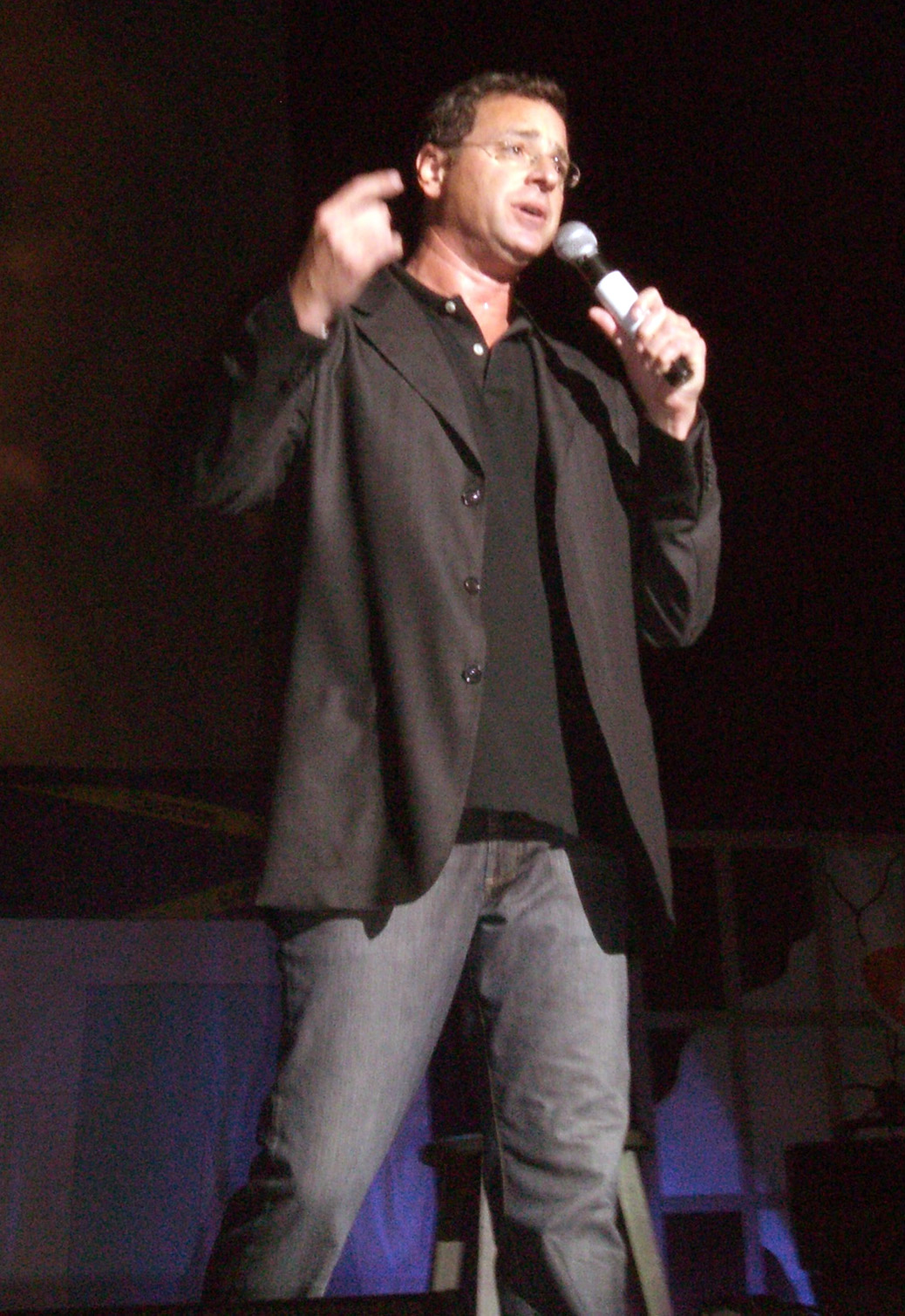
Виступ Саґет у 2007 році

У 1996 році Саґет зняв телевізійний фільм «За надію» (англ. For Hope) на каналі ABC, натхненний історією життя його сестри Ґей Саґет, яка померла від склеродермії трьома роками раніше. У 1998 році зняв свій перший повнометражний фільм «Брудна робота» (англ. Dirty Work) з Нормом МакДональдом і Арті Ланґе в головних ролях. Випущений через рік після того, як він залишив свою довготривалу роль ведучого програми «Найсмішніше відео Америки», фільм отримав загалом негативні відгуки критиків і заробив низькі касові збори, проте з того часу він став культовим улюбленцем, частково завдяки пізнішій популярності Арті Ланґе на Шоу Говарда Стерна (англ. The Howard Stern Show), де фільм іноді згадується, часто в невтішних виразах. У 1998 році Саґет з'явився в епізодичній ролі кокаїнозалежного у комедії про кайфоманів «Непропечений» (англ. Half Baked).
У 2001 році Саґет взяв на себе ще одну роль батька-вдівця, знявшись у серіалі «Підростаючий батько» (англ. Raising Dad) на каналі The WB. Разом з Кет Деннінгс, Брі Ларсон і Джеррі Адлером він знявся в серіалі, який тривав лише один сезон, з 5 жовтня 2001 р. по 10 травня 2002 р. 
Саґет — голос майбутнього Теда Мосбі, який озвучував ситком «Як я зустрів вашу маму» на CBS, що тривав дев'ять сезонів з 19 вересня 2005 р. по 31 березня 2014 р. 
Він був ведучим ігрового шоу NBC «1 vs 100» з 2006 по 2008 рр. Його комедійна програма «That Ain't Right» на HBO вийшла на DVD 28 серпня 2007 року. 
Присвячений його батькові, Бену Саґету, який помер у віці 89 років 30 січня 2007 року через ускладнення від застійної серцевої недостатності. 
З 2005 по 2010 рік Саґет грав епізодичну роль у чотирьох епізодах телесеріалу «Антураж», граючи пародійну версію самого себе. Пізніше він з'явиться у повнометражному фільмі 2015 року, знятому за мотивами серіалу. 
У 2005 році взяв участь у «Rollin' with Saget», пісні Джеймі Кеннеді та Стюарта Стоуна, про нічну гулянку з ним, яка демонструє його більш розпусну поведінку. Відео з'явилося в серіалі MTV «Підриваючись» (англ. Blowin' Up), і він став використовувати його як псевдо-тему пісні у своїх стендап-турах і на своєму веб-сайті.

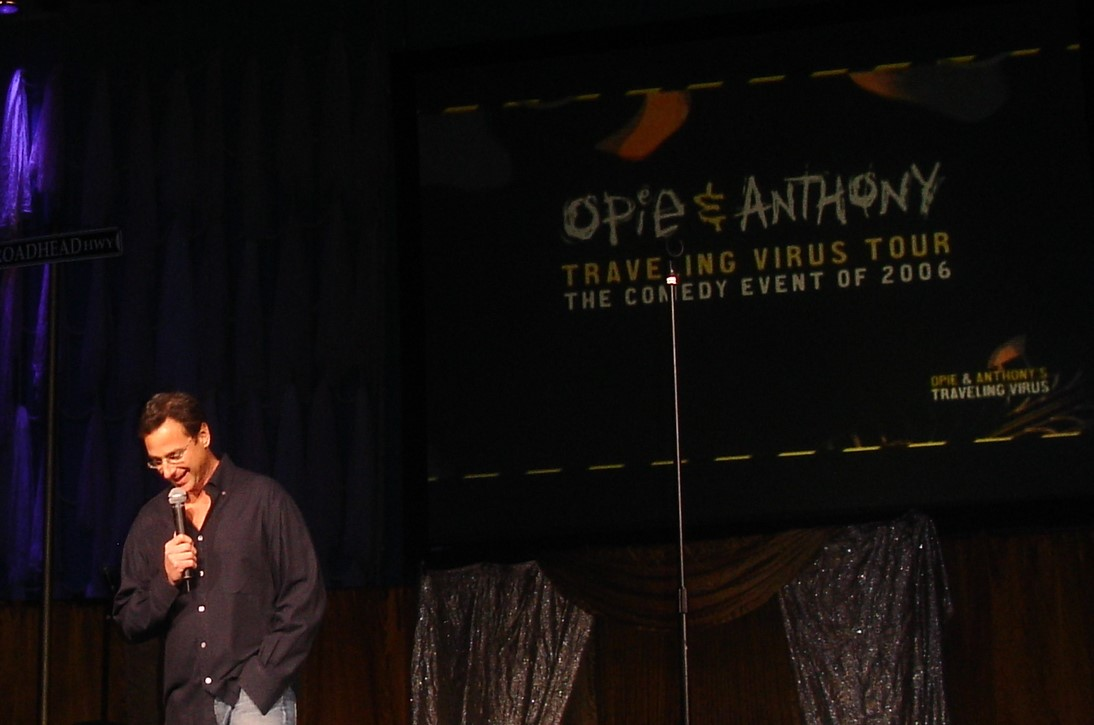
Саґет під час комедійного туру у 2006 році

Саґет написав сценарій, став режисером і виконав головну роль у фільмі «Фарс пінгвінів», пародії на «Марш пінгвінів» 2005 року, який вийшов на DVD у січні 2007 р. Саґет з'явився у 
бродвейському мюзиклі «The Drowsy Chaperone» протягом обмеженої чотиримісячної участі. Зіграв «Людину в кріслі», поки Джонатан Кромбі, який зазвичай грав цього персонажа на Бродвеї, був у національному турі мюзиклу. Карикатура 4 січня 2008 року на Саґета була представлена в ресторані — «Sardi's». У квітні 2009 року він дебютував у новому ситкомі разом зі своєю партнеркою Синтією Стівенсон на ABC під назвою «Surviving Suburbia» (Виживання у передмісті). Серіал, який спочатку планувався до показу на каналі The CW, закінчився після одного скороченого сезону. У 2010 році Саґет знявся в серіалі «Дивні дні» (англ. Strange Days), в якому він слідкував за різними видами діяльності та способами життя, документуючи їхні пригоди у незвичний спосіб. 
У 2014 році вийшла його книга — «Брудний тато» (англ. Dirty Daddy), в якій він пише про свою кар'єру, комедійні впливи та досвід життя і смерті. Він вирушив у невеликий тур на підтримку книги, в тому числі на Пембертонський музичний фестиваль, де представив Снуп Доґґа перед виступом зі своїм власним номером. Того ж року він вперше відвідав Австралію зі стендап-шоу під назвою «Bob Saget Live: The Dirty Daddy Tour». Шоу було показано у великих містах: Мельбурні, Сіднеї, Брісбені та Перті. 
У 2015 та 2016 роках знявся у двох епізодах серіалу «Дідусь мимоволі» (англ. Grandfathered), головну роль у якому зіграв і продюсував його колега — Джон Стеймос. З 2016 по 2020 рік Саґет повторив роль Денні Таннера у п'ятнадцяти епізодах серіалу-продовження «Повного», «Повнішого будинку», включаючи прем'єру та фінал серіалу. У 2017 році він випустив ще один стендап-спецвипуск «Bob Saget: Zero to Sixty». 
У 2019 році оголошений ведучим ABC's «Videos After Dark». Саґет також вів ігрове шоу «Nashville Squares» на CMT, і зробив свій перший з трьох виступів учасником панелі на шоу «Говорити правду» (англ. To Tell the Truth). 
У 2020 році Саґет брав участь у четвертому сезоні «Співак у масці» (англ. The Masked Singer) як «Сквігглі Монстр». Також запустив подкаст під назвою «Bob Saget's Here for You» зі Studio71. 
Його 130-й і останній епізод з коміком Дейном Куком вийшов посмертно 31 січня 2022 року. 
Саґет також з'явиться в серіалі Ніккі Глейзер «Ласкаво просимо додому, Ніккі Глейзер» (англ. Welcome Home Nikki Glaser) на каналі E! в епізоді, який вийшов в ефір у червні 2022 року.

## Особисте життя
Саґет одружився з Шеррі Крамер у 1982 році, і у них народилося троє доньок до розлучення у 1997 році Пізніше він був одружений з телеведучою Келлі Ріццо з 2018 року до своєї смерті у 2022 році.
Саґет був — членом правління Фонду досліджень склеродермії. Його зусилля принесли користь таким знаменитостям, як актриса Реджина Голл. 
В інтерв'ю для Ability він розповів, як його сестрі поставили діагноз склеродермія у 43 роки, а в 47 вона померла. До цього їй неодноразово ставили неправильний діагноз.

## Смерть
Близько о 16:00 (4:00) за східним часом 9 січня 2022 року Саґет був знайдений бездиханним у своєму номері в готелі «Ritz-Carlton» поблизу Вільямсбурга в окрузі Орандж, штат Флорида. Він пропустив запланований час виїзду з готелю, і члени сім'ї занепокоїлися, коли не змогли з ним зв'язатися. Лікарі швидкої допомоги оголосили його мертвим на місці події; йому було 65 років. Причина смерті не була оголошена одразу, хоча місцевий шериф і судмедексперт заявили, що немає жодних ознак насильства чи вживання наркотиків. На момент смерті Саґет перебував у стендап-турі і напередодні ввечері виступав на пляжі Понте-Ведра. 
Похорон відбувся 14 січня, його поховали на кладовищі Меморіального парку Маунт-Сінай, поруч із могилами батьків і сестри.
Звіт про розтин, опублікований 9 лютого, показав, що Саґет отримав тупу черепно-мозкову травму від випадкового удару по потилиці, найімовірніше, від падіння, і згодом помер від отриманих травм (субдуральна гематома і субарахноїдальний крововилив) уві сні. На той час він був інфікований COVID-19, хоча не було жодних ознак того, що це зіграло якусь роль у його смерті. 15 лютого сім'я Саґета подала до суду, щоб запобігти оприлюдненню окружними чиновниками додаткових документів з розслідування його смерті, стверджуючи, що їхній графічний вміст може становити порушення приватності; 14 березня було видано постійну судову заборону на оприлюднення документів.

## Пам'ять
Новина про смерть Саґета з'явилася під час трансляції шоу «Найсмішнішне відео Америки», ведучим якого він був, і телеканал перервав програму, щоб повідомити про це. На офіційному каналі шоу на YouTube було розміщено відео-триб'ют, а перед титрами наступного епізоду було додано присвяту Саґету. Кліпи про те, як Саґет вів шоу, також демонструвалися з 16 січня до кінця сезону 2021—22 на каналі America's Funniest Home Videos як данина пам'яті.
Саґет був вшанований пожертвами та пропозиціями допомогти благодійній організації Scleroderma Research Foundation (SRF), до ради директорів якої Саґет входив з 2003 р. Згідно із заявою виконавчого директора фонду від 13 січня 2022 р., фонд отримав пожертви від понад 1 500 донорів з усього світу на загальну суму понад — $90 000 тис. дол. США. Крім того, пожертвування в розмірі $1,5 млн. дол. було надано благодійній організації одним із членів її правління у вигляді гранту, який буде відповідати кожному пожертвуванню, зробленому в пам'ять про Саґета.
Давній друг Саґета Майк Біндер зняв 30 січня в Комедійній крамниці (англ. The Comedy Store) спеціальний фільм під назвою «Dirty Daddy: The Bob Saget Tribute», що включає кадри з приватного меморіалу, проведеного в будинку Джеффа Франкліна, і вийшов на Netflix 10 червня 2022 р.

## Фільмографія

### Комедійні спецвипуски
- «That Ain't Right» (Письменник, 2007)
- «That's What I'm Talkin' About» (Письменник та продюсер, 2013). Номінація — премія «Греммі» — «За найкращий комедійний альбом».
- «	Zero to Sixty» (Письменник, 2017).

### Фільми
- Очима Адама (англ. Through Adam's Eyes), (1977). — без ролі
- У відкритому космосі (англ. Outer Touch), (1979). — Вурліцер
- Девайси (англ. Devices), (1980). — Терапевтичний пацієнт
- Схід повного місяця (англ. Full Moon High), (1981). — Спортивний коментатор
- Критичний стан (англ. Critical Condition), (1987). — Доктор Джоффрі
- Заради всього святого (англ. For Goodness Sake), (1993). — Хірург
- Знайомтеся, Воллі Спаркс (англ. Meet Wally Sparks), (1997). — Репортер #4
- Непропечений (англ. Half Baked), (1998). — Кокаїновий наркоман
- Брудна робота (англ. Dirty Work), (1998). — без ролі
- Тупий та ще тупіший тупого. Як Гаррі зустрів Ллойда (англ. Dumb and Dumberer: When Harry Met Lloyd), (2003). — Волтер Метьюз
- Миттєвості Нью-Йорка (англ. New York Minute), (2004). — Сам
- Аристократи (англ. The Aristocrats), (2005). — Сам
- Мадагаскар (англ. Madagascar), (2005). — Зоопарк Тварин (голос)
- Фарс пінгвінів (англ. Farce of the Penguins), (2007). — Карл (голос)
- Я, Кріс Фарлі (англ. I Am Chris Farley), (2015). — Сам
- Реальні хлопці (англ. A Stand Up Guy), (2016). — Мел
- Гілберт (англ. Gilbert), (2017). — Сам
- Бенджамін (англ. Benjamin), (2018). — Ед
- Деніел має померти (англ. Daniel's Gotta Die), (2022). — Лоуренс

### Телебачення
- Нерозлучні друзі (англ. Bosom Buddies), (1981). — Боб-комік
- Найвеличніший американський герой (англ. The Greatest American Hero), (1983). — Шахрай
- Нове кохання, Американський стиль (англ. New Love, American Style), (1985). — Різне
- Це — життя. (англ. It's a Living), (1986). — Доктор Бартлетт
- Повний будинок (англ. Full House), (1987—1995). — Денні Таннер
- Найсмішніше відео Америки (англ. America's Funniest Home Videos), (1989—1997). — Сам/Господар
- Клуб Міккі Мауса (англ. The Mickey Mouse Club), (1989). — Денні Таннер
- Квантовий стрибок (англ. Quantum Leap), (1992). — Маклін «Мак» МакКей
- Ховайся, бабусю! Ми їдемо. (англ. To Grandmother's House We Go), (1992). — Ведучий лотереї «Win-O-Lotto»
- Батько і бойскаут (англ. Father and Scout), (1994). — Спенсер Палей
- Суботнього вечора в прямому ефірі (англ. Saturday Night Live), (1995). — Сам (ведучий)
- Надія є (англ. For Hope), (1996). — без ролі
- Ставши Діком (англ. Becoming Dick), (2000). — Боб
- Шоу Норма (англ. The Norm Show), (2000). — Містер Аткітсон
- Підростаючий батько (англ. Raising Dad), (2001—2002). — Метт Стюарт
- Джої (англ. Joey), (2004). — Сам
- Гафф (англ. Huff), (2004). — Нахаба
- Слухайте! (англ. Listen Up!), (2005). — Мітч
- Антураж (англ. Entourage), (2005—2010). — Сам
- Як я зустрів вашу маму (англ. How I Met Your Mother), (2005—2014). — Тед Мосбі (у 2030 році)
- 1 vs 100 (англ. 1 vs 100), (2006—2008). — Сам
- Каспер: Школа страху (англ. Casper's Scare School), (2006). — Деш (голос)
- Закон і порядок: Спеціальний корпус (англ. Law & Order: Special Victims Unit), (2006). — Гленн Чілз
- Життя і пригоди Тіма (англ. The Life & Times of Tim), (2008). — Вечірка Марті.
- Просмаж зірку (англ. Comedy Central Roasts), (2008). — Сам
- Виживання у передмісті (англ. Surviving Suburbia), (2009). — Стів Паттерсон
- Дивні дні (англ. Strange Days), (2010). — Сам
- Закон і порядок: Лос-Анджелес (англ. Law & Order: Los Angeles), (2011). — Адам Бреннан
- Луї (англ. Louie), (2011). — Сам
- Супер веселий вечір (англ. Super Fun Night), (2014). — Містер Портер Ворнер
- У нормі (англ. Legit), (2014). — Сам
- Дідусь мимоволі (англ. Grandfathered), (2015, 2016). — Сам/Ронні
- Робоцип (англ. Robot Chicken), (2016). — Майк О'Меллі, Ґалактус, Кабельник (голоси)
- Повніший будинок (англ. Fuller House), (2016—2020). — Денні Таннер
- Майкл Болтон: Великий Сексуальний Випуск до Дня святого Валентина (англ. Michael Bolton's Big, Sexy Valentine's Day Special), (2017). — Сам
- На ніч дивлячись (англ. Nightcap), (2017). — Сам
- Гарний коп (англ. The Good Cop), (2018). — Річі Найт
- Безсоромні (англ. Shameless), (2018). — Отець Д'Аміко
- Зіткнення мікрофонів із Джеффом Россом і Дейвом Аттеллом (англ. Bumping Mics with Jeff Ross & Dave Attell), (2018). — Сам
- Відео після настання темряви (англ. Videos After Dark), (2019). — Сам
- Історична печеня (англ. Historical Roasts), (2019). — Авраам Лінкольн
- Голлівудські квадрати (англ. Hollywood Squares), (2019). — Сам
- Говорити правду (англ. To Tell the Truth), (2019—2021). — Сам
- Співак у масці (англ. The Masked Singer), (2020). — Сквіггі Монстр
- Nickelodeon's Unfiltered, (2021). — Сам
- Гарячий вівторок: епоха комедійного хіп-хопу (англ. Phat Tuesdays: The Era Of Hip Hop Comedy), (2022). — Сам
- Ласкаво просимо додому, Ніккі Ґлейзер? (англ. Welcome Home Nikki Glaser?), (2022). — Сам